# Nasser Givehchi
Nasser Givehchi (persisch ناصر گيوه چی, * 12. November 1935 in Teheran; † 15. Mai 2017 ebenda) war ein iranischer Freistilringer und Trainer. Er war Teilnehmer an den Olympischen Sommerspielen 1952 in Helsinki und 1956 in Melbourne.

## Leben
Nasser Givehchi war bei den Olympischen Spielen in Helsinki mit 16 Jahren und 252 Tagen der jüngste Athlet in dieser Disziplin. Er trat in der Gewichtsklasse Federgewicht (62 kg) an und verlor nur gegen Bayram Şit nach Punkten. Givehchi wurde bei diesen Spielen Zweiter und gewann somit die Silbermedaille.
Die Olympischen Sommerspiele des Jahres 1956 in Melbourne verliefen weniger erfolgreich. Givehchi wurde bei diesem Turnier nur Sechster.
Auch bei den Ringer-Weltmeisterschaften 1954 in Tokio konnte er seinen großen Erfolg von Helsinki nicht wiederholen und wurde am Ende WM-Fünfter.
Nasser Givehchi wurde nach seiner Sportlerlaufbahn Trainer. Zwischen 1966 und 1967 war als Assistenztrainer der iranischen Ringernationalmannschaft tätig.
Givehchi war der bislang jüngste iranische Medaillengewinner bei Olympischen Sommerspielen.